# 考里松
考里松或紐西蘭貝殼杉（毛利語：Kauri；學名：Agathis australis），是紐西蘭北島北部地區的原始針葉樹。
幾千年來，與地球上其他陸塊隔離的紐西蘭，發展出許多獨特的植物。考里松這種筆直、高大、無節、木質堅韌、耐用的針葉樹，便是其中一種極富經濟價值的優良樹種，也是世界上最好的木材之一。即使沉沒於沼澤中，樹齡高達四萬五千年的考里松，至今乃未腐朽，可見其難以匹敵的耐久性與優越性。

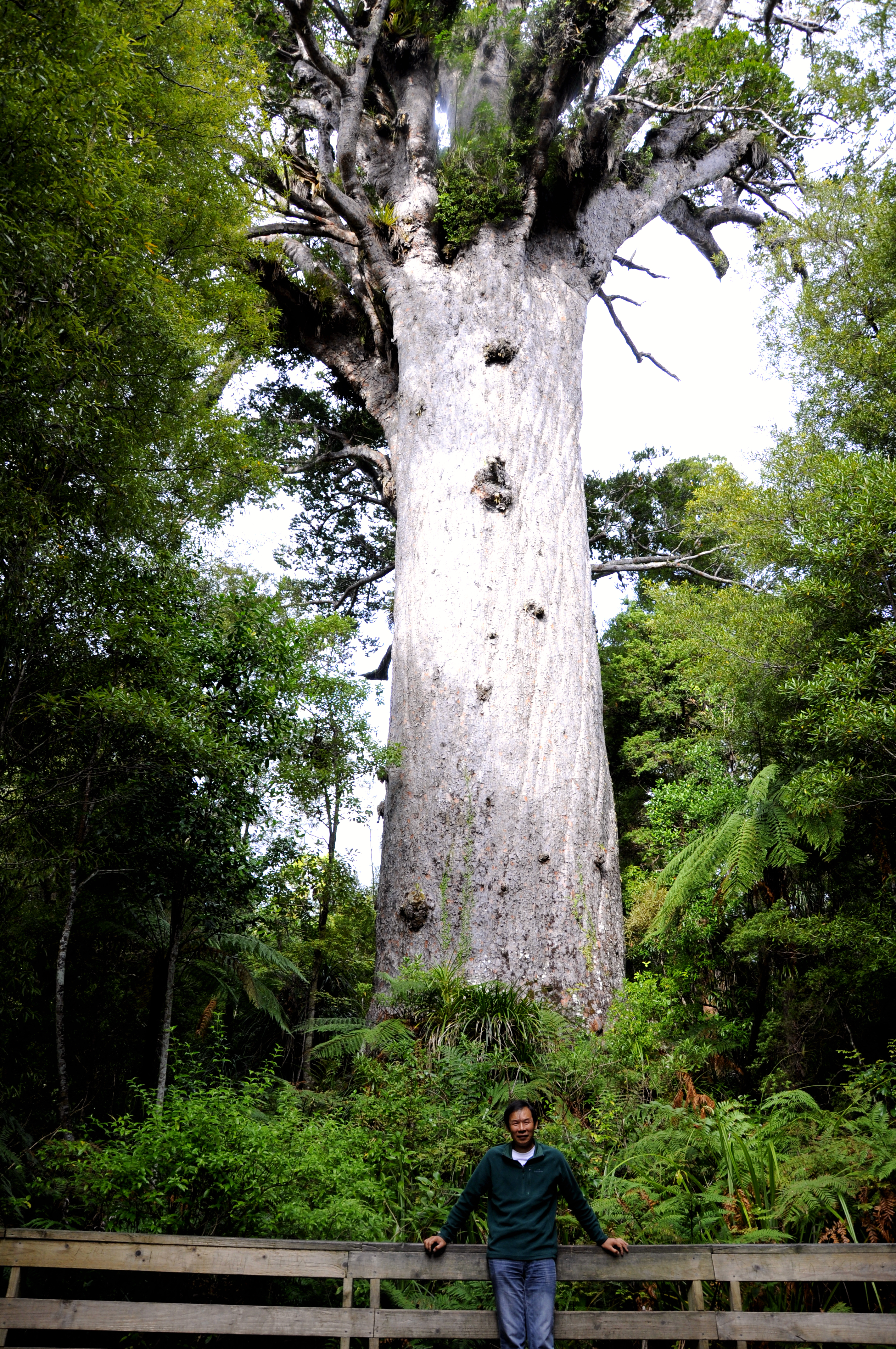
新西兰北部地区怀波特森林里毛利人称为Tane Mahuta的巨大考里松树

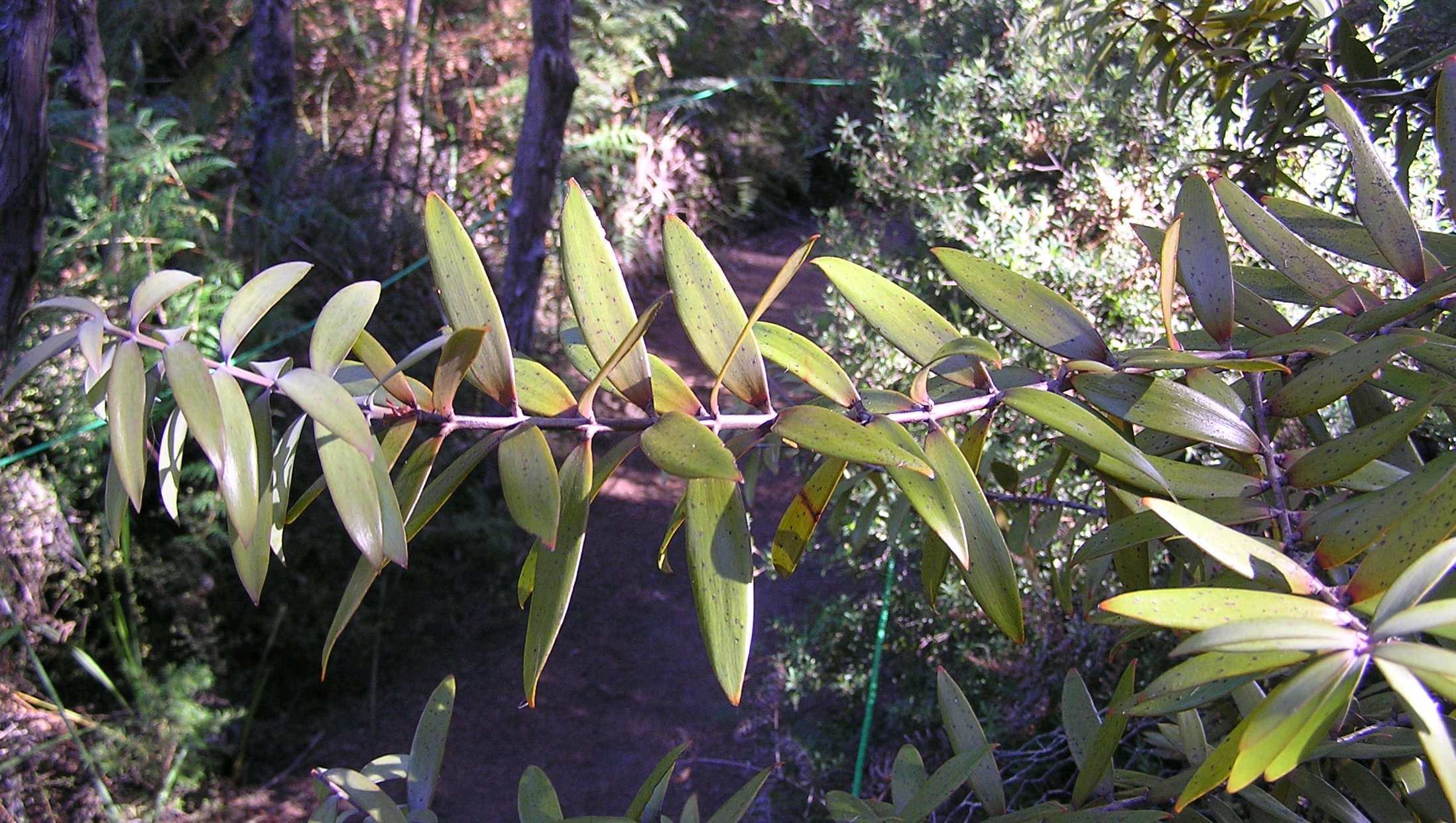
考里松的葉子

19世紀當來自歐洲的殖民人士發現這種上好的木材之後，隨即展開大規模的砍伐，因為它不僅是做船桅的絕佳材料，也是製作家具, 建築, 貨車枕木的不二選擇. 此外，考里松的樹膠也有很大的用途:它是油漆，蠟燭的主要原料, 也可做為假牙模型, 火種等, 毛利人甚至用它來當燃料煮食, 照明都少不了它。
19世紀以來, 由於殖民者過度砍伐, 使得這種只產於紐西蘭北島，原本廣達三百萬公頃的考里松原始森林，如今只剩約一萬公頃。
位於達格維爾 (Dargaville) 北方的懷波瓦考里松林 (Waipoua Kauri Forest) , 這個保護區是紐西蘭現存最大的考里松林，遊客可在此參觀這種紐西蘭特有的原生樹種，體驗它的雄偉巨大. 若是對早期殖民的考里松伐木歷史有興趣, 在達格維爾海洋博物館，可看到完整的圖片紀錄, 還有被炸沉的「彩虹勇士號」的紀念桅杆，及各種考里松樹膠收藏品。
考里松的葉子的長度通常是到達3-7公分，在紋理上有1公分的寬廣, 堅韌及似皮革, 而且沒有葉主脈。

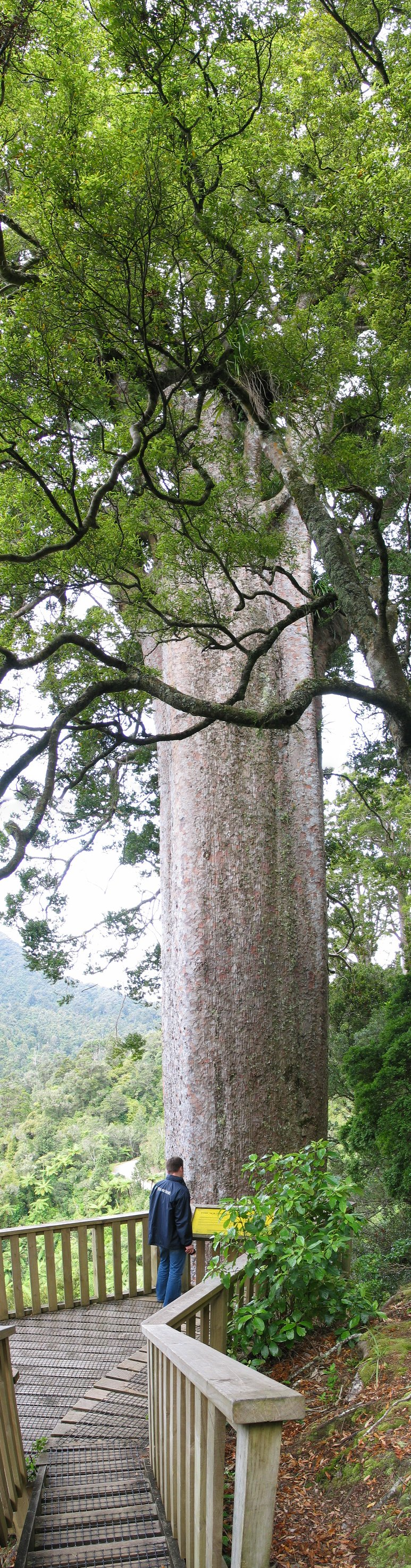
方形的貝殼杉.

## 外部連結
- 考里松樹膠 （页面存档备份，存于） 在紀錄1966年的紐西蘭的百科全書.